# Taquigrafia

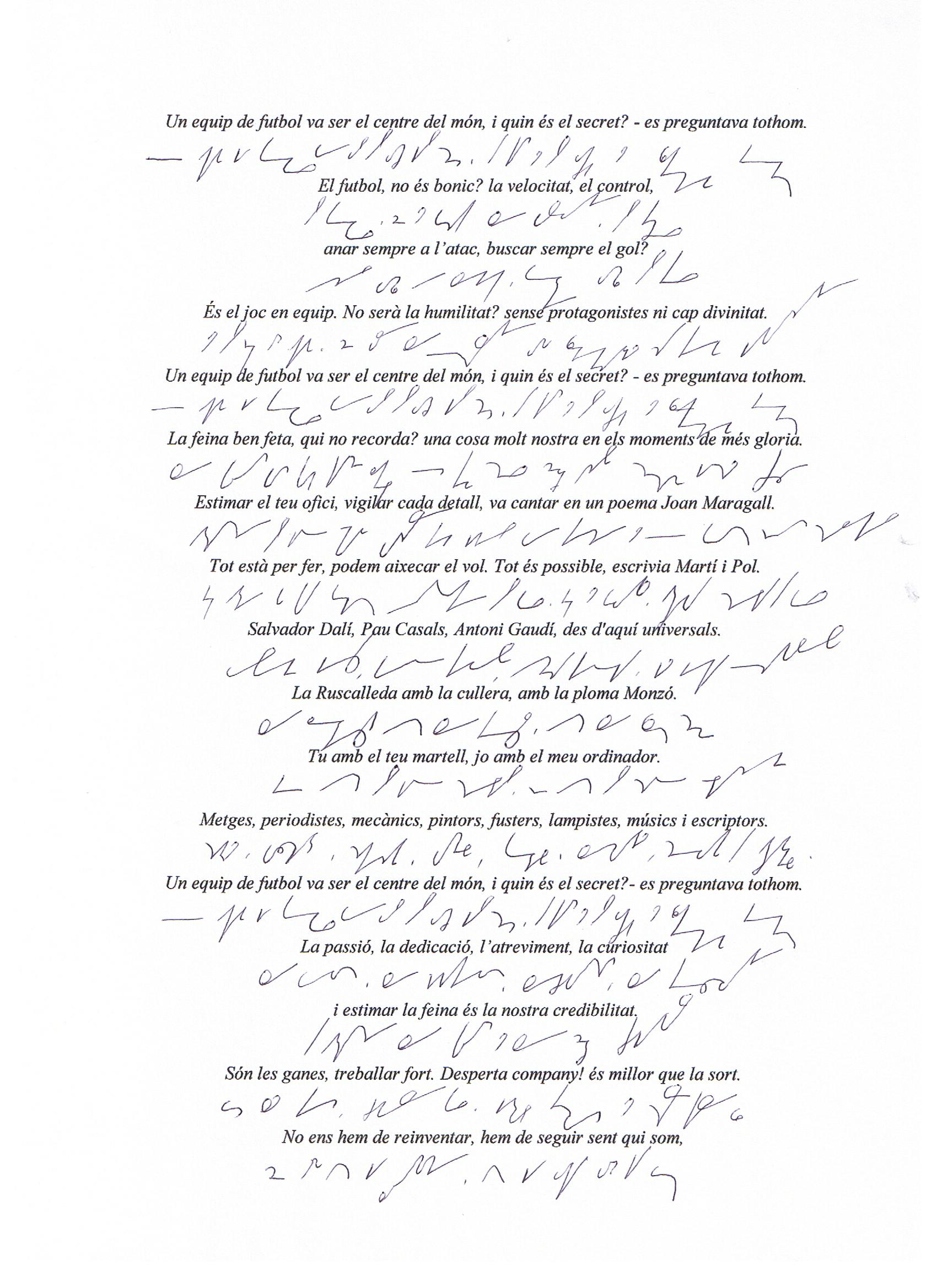
Transcripció taquigràfica

La taquigrafia o estenografia és una escriptura abreviada d'execució més ràpida que l'escriptura ordinària. L'objectiu de la taquigrafia és arribar a escriure amb la mateixa velocitat amb què es parla. En escriptura taquigràfica les paraules s'escriuen com es pronuncien, sense tenir present la seva correcció gramatical ni ortogràfica. És a dir, que els signes taquigràfics representen sons, no lletres. Per exemple, la lletra «h» muda no s'escriu mai. Tampoc la lletra «u» muda de les síl·labes que, qui, gue, gui no s'escriu.
La paraula "taquigrafia" deriva del grec «taquis» (velocitat) i «grafia» (escriptura). La taquigrafia té els sinònims següents: «estenografia» del grec stenós (estret) i semeiografia del grec «semeio» (senyal).

## Història
La taquigrafia va ser usada profusament en el passat per part dels secretaris que havien d'enregistrar per escrit discursos, parlaments, conferències, cartes, debats, etc. Els escrits taquigrafiats tenien una curta vida útil, ja que una vegada feta la transcripció a la grafia normal, deixaven de tenir utilitat.
Va ser Ciceró qui va sistematitzar inicialment un codi d'abreviatures i se li va donar el nom de «Notació Tironiana» doncs el seu esclau i posteriorment llibert Marcus Tulius Tiro ho va usar i perfeccionar. A l'edat mitjana els bisbes disposaven de secretaris que escrivien els seus discursos i cartes amb la Notació Tironiana. Aquests escrivents es coneixien com a «notarii».
A Europa varen sorgir diversos sistemes per abreviar l'escriptura usant signes, eliminant algunes lletres, etc. Sèneca va elaborar un diccionari de notes tironianes. Les abreviatures a l'escriptura són tan antigues com l'escriptura. Els egipcis expressaven determinades idees amb uns dibuixos jeroglífics i els hebreus a l'antiguitat d'abans de Crist usaven un sistema d'abreviatures conegut com a Notarikon. L'escriptura que usa signes es coneix com a semeiografia o semiografia i, el que és present en aquest document, en forma part. Un exemple d'escriptura amb signes és la notació musical, el codi Morse, l'àlgebra, els llenguatges informàtics de programació, etc. També és possible usar en determinades paraules la lletra inicial d'una frase habitual com es feia a la Roma clàssica: S.P.Q.R. era l'abreviatura de Senatus Populus Que Romanus. I.N.R.I. és l'abreviatura de Iesus Nazarenus Rex Iudeorum. A l'edat mitjana es fan servir només abreviatures i notacions tironianes i no hi va haver desenvolupament de l'escriptura abreviada fins al segle xvii amb progressos en llengua anglesa, francesa i alemanya.
A l'arxiu de la Societat Econòmica d'Amics del País de València hi ha un document en el qual Llorenç Garrido, natural de Barcelona, es proposa a ell mateix per impartir docència sobre taquigrafia a alumnes de la dita Societat. L'any 1873 es proposa i posteriorment s'aprova la creació d'una càtedra de Taquigrafia dirigida per Antoni Maria Ballester a la ciutat de València. Aquest catedràtic publica un Tratado de Taquigrafia l'any 1874.

## Sistemes europeus
Timothy Bright (1551?-1615), metge i eclesiàstic, va inventar un sistema inicial d'estenografia moderna. John Willis, (1575 –1625) eclesiàstic britànic, estenògraf i nemonista, va desenvolupar un sistema simple basat en els treballs del seu antecessor Timothy Bright.
Samuel Taylor (1748 – 1811) va ser l'autor del sistema taquigràfic més extensament usat. Va crear l'escriptura fonètica amb signes geomètrics (cercles, ratlles, el·lipsis, etc.) que es coneix com a sistema geomètric.
Isaac Pitman (1813-1897) va continuar el desenvolupament que es va estendre a altres països de parla anglesa i al Japó.

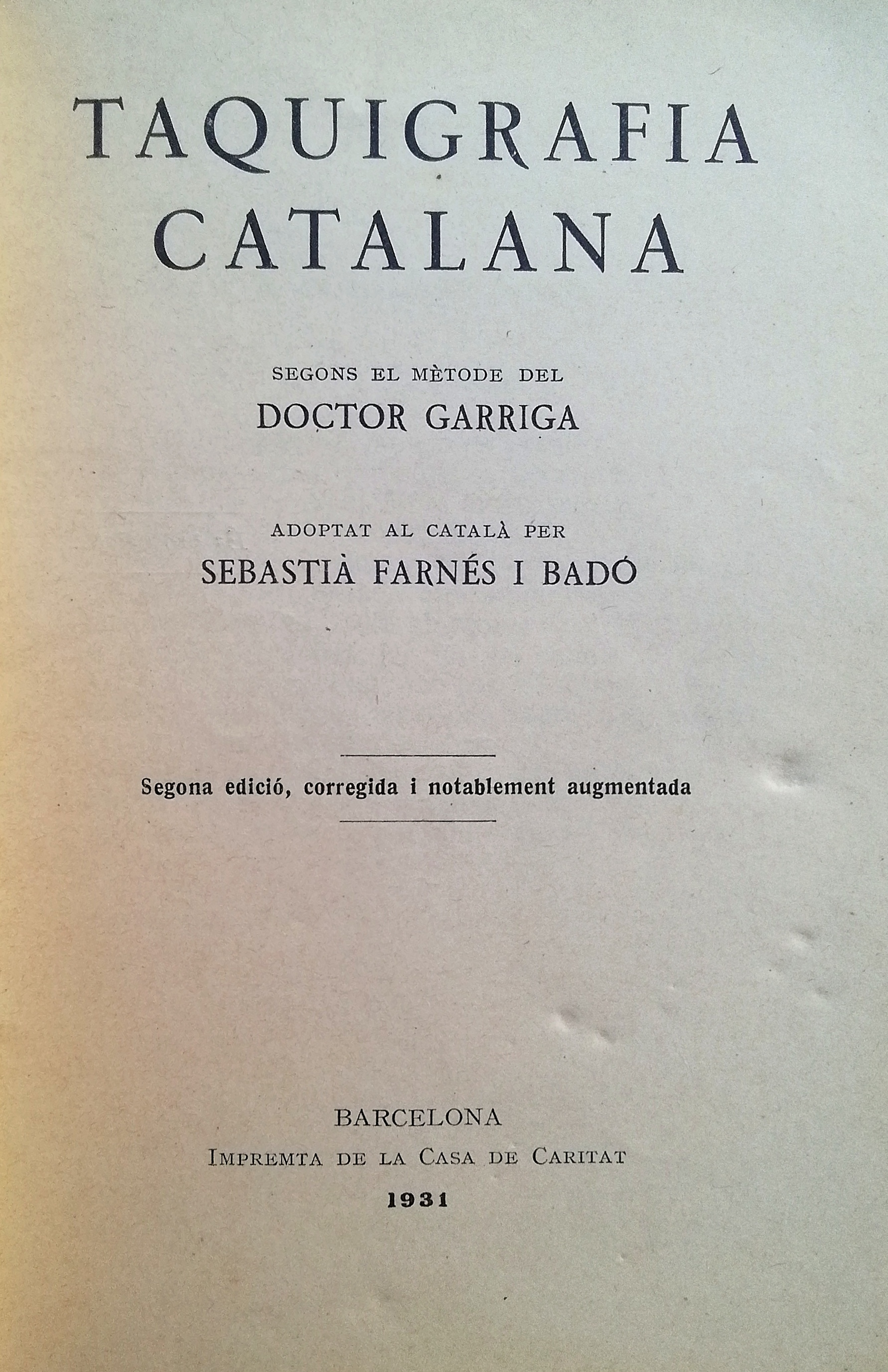
Un dels diferents mètodes de taquigrafia catalana publicat l'any 1931 a Barcelona

Al segle xviii es varen produir diverses versions de sistemes taquigràfics adaptant parts o fórmules d'un sistema o un altre.
A França, Pierre Bertin (1792) va adaptar el sistema Taylor a la llengua francesa i Albert Delaunay i Hippolyte Prévist el van ampliar. Posteriorment es va desenvolupar uns sistemes genuïnament francesos per part de Felix Conan, Émile Duployé entre d'altres.
A Espanya, Juan Álvarez Guerra (1770-1845) va fer un tractat l'any 1800 sobre el sistema de Samuel Taylor. El valencià Francesc de Paula Martí Mora (Xàtiva 1761-Lisboa 1827) va crear el sistema de taquigrafia per la llengua castellana. La seva obra primordial: Taquigrafía castellana (1803).
A Alemanya Heinrich A. W. Stolze (1798—1867), Leopold Arends (1817–1882) i Franz Xaver Gabelberger (1789-1849) varen desenvolupar la taquigrafia en llengua alemanya, que inclou moltes lletres consonants. Gabelsberger va desenvolupar un sistema basat en criteris fonètics, etimològics i gràfics que es basava en els moviments de la mà a l'escriure. Aquest sistema, publicat l'any 1834, es va estendre per tot Europa. El seu sistema tenia la brevetat suficient, era molt fiable i més fàcilment llegible que els sistemes anteriors, sent el sistema més extens.

## Taquigrafia en llengua catalana

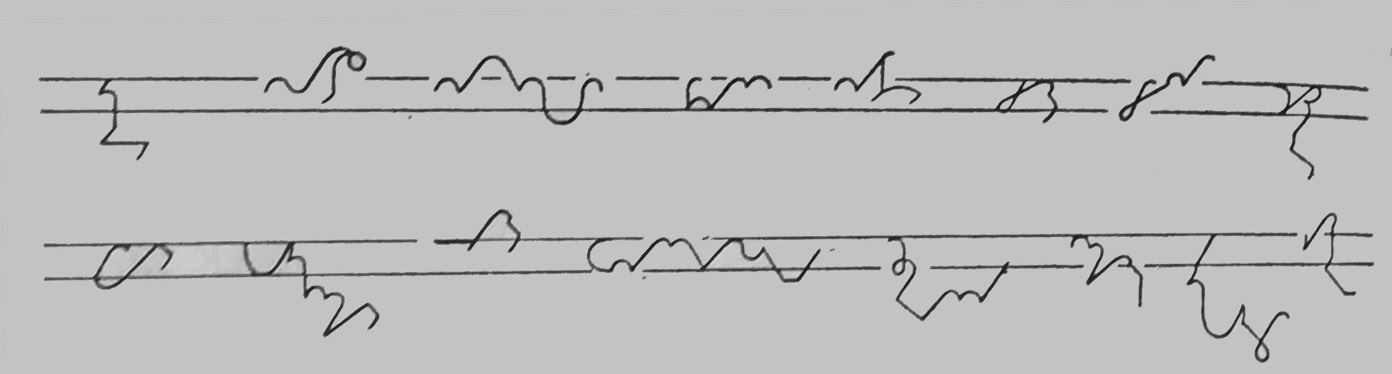
Un exemple de taquigrafia sistema Martí

Francesc de Paula Martí i Móra va ser el creador del sistema que va ser adoptat per Serra i Aribau per crear la taquigrafia per l'idioma català. El seu mètode es pot consultar en un manual publicat a Barcelona l'any 1921 i disponible a la xarxa de biblioteques de la Diputació de Barcelona.
Francesc Serra i Ginestà i Bonaventura Carles Aribau escriuen (1816) el Tratado de Taquigrafía Castellana que després fou el mètode adaptat per la taquigrafia en llengua catalana.
Altres taquígrafs: Pere Garriga i Marill i J. Boada. Aquest últim va desenvolupar una variant coneguda com a Sistema Boada. Aquesta variant es basa en normes fonètiques i l'any 1953 Delfí Dalmau publica una variant Estenotaquigrafía Internacional Dalma». Tots aquests manuals es publiquen en castellà. La principal característica del sistema Boada i derivats és la seva facilitat en l'ús i l'aprenentatge.
Una promotora de la implantació de la taquigrafia a Catalunya va ser Francesca Bonnemaison i Ferriols que va fundar l'Institut de Cultura i Biblioteca Popular de la Dona l'any 1910 on es va desenvolupar el desplegament de la taquigrafia amb la creació de l'Acadèmia de Taquigrafia de Barcelona (5 de juliol de 1872) de la que Gaietà Cornet i Mas va ser president honorari. Actualment és un centre cultural que inclou una biblioteca al carrer Sant Pere més Baix de Barcelona.
Un dels primers sistemes de taquigrafia catalana es va publicar l'any 1919 per Editorial Catalana, escrit per Joan Elias i Jubert. Tanmateix, també es va editar un mètode de taquigrafia catalana escrit per Sebastià Farnés, en dues edicions; una primerenca de l'any 1916, i una altra augmentada l'any 1931.

## La taquigrafia al segle XXI
Actualment, hi ha disponible una gran quantitat de dispositius que enregistren la veu i transcriuen els sons en documents digitalitzats. En els missatges enviats mitjançant els telèfons mòbils hi ha moltes abreviatures que l'ús ha fet estàndard. També cada persona pot crear les seves notacions que només conegui ella, però per fer que les abreviatures siguin comprensibles pels altres és necessari que existeixi un sistema públic que ho reguli. Quan es vol maximitzar la confidencialitat en la transmissió de missatges s'utilitzen codis secrets en el que es coneix com la criptografia de la qual es té coneixement documental l'any 1641.

## Obres de Francesc de P. Martí
DE PAULA MARTÍ MORA, Francesc. Tachigrafía de la lengua castellana (en castellà). Madrid: Impr. d'A. Roca, 1816. OCLC 28211704.